# Edward Arnold
Edward Arnold (Nova York, Nova York, 18 de febrer de 1890 − Encino, Califòrnia, 26 d'abril de 1956) nascut Gunther Edward Arnold Schneider, va ser un actor estatunidenc.

## Biografia

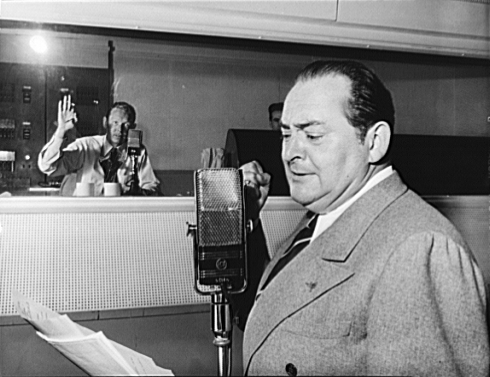
Edward Arnold en el show radiofònic Three Thirds of the Nation (1942).

Interessat en la interpretació des de la seva joventut (va aparèixer per primera vegada en l'escena als 12 anys interpretant a Lorenzo en El mercader de Venècia), Arnold es va estrenar professionalment al teatre el 1907, coprotagonitzant al costat d'Ethel Barrymore Dream of a Summer Night. Va trobar treball com a extra en els Essanay Studios i World Studios, abans d'aconseguir el seu primer paper important el 1916 a The Misleading Lady. El 1919, va deixar el cinema per tornar al teatre, i no va fer més pel·lícules fins a 1932, quan va debutar en el cinema sonor amb Okay America!. El seu paper a la pel·lícula de 1935 Diamond Jim el va llançar a la fama. Va tornar a fer el seu paper de Diamond Jim Brady a la pel·lícula de 1940 Lillian Russell.

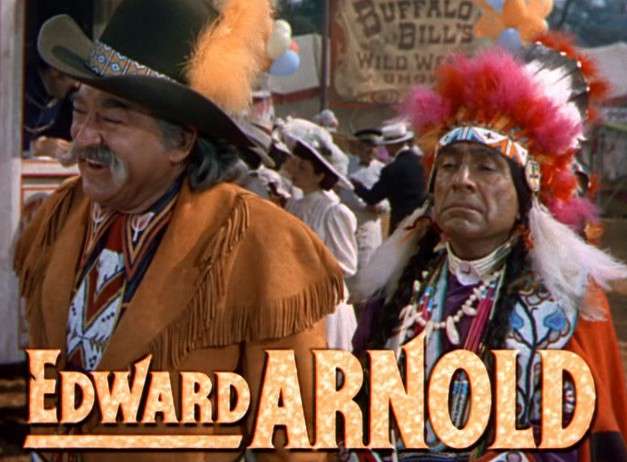
Arnold (esquerra) amb J. Carroll Naish, en una escena de
Annie Get Your Gun (1950).

 Arnold va treballar en unes 150 pel·lícules. Encara que va ser etiquetat de box office poison (verí de taquilla) el 1938 per una publicació especialitzada (va compartir aquesta dubtosa distinció amb Katharine Hepburn, entre d'altres), mai no li va faltar treball. Malgrat que gradualment va anar deixant els papers principals, va ser un actor tan sol·licitat que sovint treballava a dues pel·lícules alhora.
Va ser expert en la interpretació de dolents i de representants de l'autoritat. Es va fer famós pels seus papers a Come and Get It (1936), Sutter's Gold (1936), The Toast of New York (1937), You Can't Take It with You (1938), Mr. Smith Goes to Washington i The Devil and Daniel Webster (1941). Va ser el primer actor a encarnar el famós detectiu Nero Wolfe, creat per Rex Stout, protagonitzant Meet Nero Wolfe (1936), la pel·lícula basada en la primera novel·la de la sèrie. També va ser el detectiu cec Duncan Maclain a dues pel·lícules basades en les novel·les de Baynard Kendrick, Eyes in the Night (1942) i The Hidden Eye (1945). De 1947 a 1953, Arnold va protagonitzar el programa radiofònic de la ABC Mr. President. Entre les seves aparicions en televisió, pot esmentar-se l'estrena de Twelve Angry Men de Reginald Rose, el 1954.
Arnold va ser un dels actors preferits de Frank Capra, i va treballar amb ell a tres pel·lícules.
Va ser president del Screen Actors Guild des de 1940 a 1942. Des de la dècada dels quaranta, va donar suport a la política del Partit Republicà dels Estats Units, i se'l va esmentar com un possible candidat del partit a les eleccions per al Senat dels Estats Units. Posteriorment va adoptar una actitud rígida contra els presumptes comunistes de Hollywood, alhora que intentava protegir els actors davant el Comitè d'Activitats Antiamericanes. Va ser també cofundador de la fundació I Am An American (Sóc un americà).
Es va casar tres vegades: amb Harriet Marshall (1917-1927), amb la qual va tenir tres fills: Elizabeth, Jane i William (que va tenir una curta carrera amb el nom d'Edward Arnold, Jr.); amb Olive Emerson (1929-1948) i amb Cleo McLain (de 1951 fins a la mort d'Arnold). Va morir al seu domicili d'Encino, Califòrnia, a causa d'una hemorràgia cerebral, i va ser enterrat al cementiri San Fernando Mission.

## Filmografia

### Anys 1910
| - 1916: Be My Best Man - 1916: The Misleading Lady: Sidney Parker - 1916: The White Alley - 1916: The Primitive Strain - 1916: Vultures of Society: Joseph Gripp - 1916: The Despoiler - 1916: I Will Repay - 1916: The Last Adventure - 1916: The Danger Line - 1916: A Return to Youth and Trouble - 1916: A Traitor to Art - 1916: The Higher Destiny - 1916: The Greater Obligation - 1916: The Return of Eve: Seymour Purchwell - 1916: Marooned - 1916: The Heart of Virginia Keep - 1916: His Moral Code - 1916: Border Line | - 1916: The Burning Band - 1916: Wife in Sunshine - 1917: The Extravagant Bride - 1917: The Lighted Lamp - 1917: The Sinful Marriage - 1917: When the Man Speaks - 1917: The Wide, Wrong Way - 1917: The Magic Mirror - 1917: Shifting Shadows - 1917: The Vanishing Woman - 1917: Desertion and Non-Support - 1917: Ashes on the Hearthstone - 1917: The Wifeless Husband - 1917: Meddling with Marriage - 1917: The Slacker's Heart: Frank Allen - 1919: Phil-for-Short: Tom Wentworth - 1919: A Broadway Saint: Mr. Frewen |

### Anys 1920
- 1920: The Cost: Hampden Scarborough
- 1924: He Who Gets Slapped: Extra

### Anys 1930
| - 1932: Murder in the Pullman - 1932: Free to Talk - 1932: Okay, America!, de Tay Garnett: Duke Morgan - 1932: Three on a Match: Ace - 1932: Afraid to Talk: Jig Skelli - 1932: Am a Fugitive from a Chain Gang: Lawyer - 1932: Rasputin And The Empress: Dr. A. Remezov - 1933: Whistling in the Dark: Jake Dillon - 1933: The White Sister: Pare Saracinesca - 1933: The Barbarian: Achmed Pasha - 1933: Jennie Gerhardt: Sen. Brander - 1933: The Life of Jimmy Dolan: Inspector - 1933: Secret of the Blue Room: Comissionat Forster - 1933: Her Bodyguard: Orson Bitzer - 1933: I'm No Angel: Big Bill Barton - 1933: Duck Soup: Politic - 1933: Roman Scandals: Emperador Valerius - 1934: Madame Spy: Schultz - 1934: Unknown Blonde: Frank Rodie - 1934: Sadie McKee:Jack Brennan - 1934: Thirty Day Princess: Richard Gresham - 1934: Hide-Out: Detectiu Tinent 'Mac' MacCarthy | - 1934: Million Dollar Ransom: Vincent Shelton - 1934: Wednesday's Child: Ray Phillips - 1934: The President Vanishes: Secretari de guerra Wardell - 1935: Biography of a Bachelor Girl: Mr. 'Feydie' Feydak - 1935: Cardinal Richelieu: Lluís XIII - 1935: The Glass Key: Paul Madvig - 1935: Diamond Jim: Diamond Jim Brady - 1935: Remember Last Night?: Danny Harrison - 1935: Crime and Punishment: Insp. Porfiry - 1936: Sutter's Gold: Johan (John) Sutter - 1936: Meet Nero Wolfe: Nero Wolfe - 1936: Come and Get It: Bernard 'Barney' Glasgow - 1937: John Meade's Woman: John Meade - 1937: Easy Living: J. B. Ball també The bull of Broad St. - 1937: The Toast of New York: James 'Jim' Fisk Jr. - 1937: Blossoms on Broadway: Ira Collins - 1938: The Crowd Roars: Jim Cain, també James W. Carson - 1938: You Can't Take It with You: Anthony P. Kirby - 1939: Idiot’s Delight: Achille Weber - 1939: Let Freedom Ring: Jim Knox - 1939: Man about Town: Sir John Arlington - 1939: Mr. Smith Goes to Washington: Jim Taylor |

### Anys 1940
| - 1940: The Earl of Chicago: Quentin 'Doc' Ramsey - 1940: Amb les mateixes armes (Slightly Honorable): Vincent Cushing - 1940: Johnny Apollo: Robert 'Pop' Cain Sr. - 1940: Lillian Russell: Diamond Jim Brady - 1941: The Penalty: Martin 'Stuff' Nelson - 1941: The Lady from Cheyenne: James 'Jim'Cork - 1941: L'home del carrer (Meet John Doe): D. B. Norton - 1941: Nothing But the Truth: T.R. Ralston - 1941: That Money Can Buy / The Devil and Daniel Webster: Daniel Webster - 1941: Unholy Partners: Merrill Lambert - 1941: Design for Scandal: Judson M. 'J.M.' / 'Judsy' Blair - 1942: Inflation: The Devil - 1942: Johnny Eager: John Benson Farrell - 1942: The War Against Mrs. Hadley: Elliott Fulton - 1942: Eyes in the Night: Capità Duncan Maclain - 1943: The Youngest Profession: Burton V. Lyons - 1944: Standing Room Only: T. J. Todd / Todd 'the butler - 1944: Janie: Charles Conway - 1944: Kismet: Mansur - el gran visir - 1944: Mrs. Parkington: Amory Stilham | - 1945: Main Street After Dark: Tinent Lorrgan - 1945: The Hidden Eye: Capità Duncan Maclain - 1945: Week-End at the Waldorf: Martin X. Edley - 1946: Ziegfeld Follies: Lawyer - 1946: Janie Gets Married: Charles Conway - 1946: Three Wise Fools: Theodore Findley - 1946: No Leave, No Love: Hobart Canford 'Popsie' Stiles - 1947: The Mighty McGurk: Mike Glenson - 1947: My Brother Talks to Horses: Mr. Bledsoe - 1947: Dear Ruth: Judge Wilkins - 1947: The Hucksters: Dave Lash - 1948: Three Daring Daughters: Robert Nelson - 1948: Big City: Jutge Martin O. Abercrombie - 1948: Wallflower: Andrew J. Linnett - 1948: Command Decision de Sam Wood: Congresista Arthur Malcolm - 1949: John Loves Mary: Sen. James McKinley - 1949: Take Me Out to the Ball Game de Busby Berkeley: Joe Lorgan - 1949: Big Jack: Mayor Mahoney - 1949: Dear Wife: Judge Wilkins |

### Anys 1950
- 1950: The Yellow Cab Man: Martin Creavy
- 1950: Annie Get Your Gun: Pawnee Bill
- 1950: The Skipper Surprised His Wife: Adm. Homer Thorndyke
- 1951: Dear Brat: Sen. Wilkins
- 1952: Belles on Their Toes de Henry Levin: Sam Harper
- 1953: City That Never Sleeps: Penrod Biddel
- 1953: Man of Conflict: J.R. Compton
- 1954: Living It Up: The Mayor
- 1956: The Houston Story: Paul Atlas
- 1956: La filla de l'ambaixador (The Ambassador's Daughter): Ambaixador William Fisk
- 1956: Miami Expose: Oliver Tubbs
- 1956: Strange Stories (sèrie TV): Host (1956)